# Hexacentrus brachypterus
Hexacentrus brachypterus är en insektsart som beskrevs av Heinrich Hugo Karny 1926. Hexacentrus brachypterus ingår i släktet Hexacentrus och familjen vårtbitare. Inga underarter finns listade i Catalogue of Life.